# The Book of Vision
The Book of Vision ist ein Filmdrama von Carlo S. Hintermann, das Anfang September 2020 die internationale Kritikerwoche der Internationalen Filmfestspiele von Venedig eröffnete und hier seine Premiere feierte.

## Handlung
Obwohl die junge Ärztin Eva als Chirurgin brillant war, hat sie alles aufgegeben, um an einer kleinen Universität Medizingeschichte zu studieren. Besonders scheint sie von den Schriften von Johan Anmuth besessen zu sein, einem Arzt, der im 18. Jahrhundert in Preußen lebte. 
In seinen Manuskripten hat Anmuth die Geschichten von Lebenden und Toten gesammelt und hierin die Hoffnungen und Ängste von über 1.800 Patienten niedergeschrieben. Dies scheinen Eva die wertvolleren Informationen über deren Gesundheitszustand, da ihr der Mensch in der modernen Medizin zu sehr auf seine Krankheit reduziert wird und das Zuhören der Bewertung der Symptome gewichen ist. So liest Eva in seinen Manuskripten die Geschichte der Adligen Elizabeth von Ouerbach, die Johan Anmuth als ihren persönlichen Arzt engagiert hat. Deren Mann sieht es nicht gerne, dass ein junger Arzt bei der Untersuchung seiner Frau seine Hände auf den Bauch der Schwangeren legt.  Wie Elizabeth damals ist auch Eva schwanger.

## Produktion
Es handelt sich bei dem Film um das Regiedebüt bei einem Spielfilm von Carlo S. Hintermann, der gemeinsam mit Marco Saura auch das Drehbuch schrieb. Zuvor hatte Hintermann bei einigen Dokumentarfilmen Regie geführt.

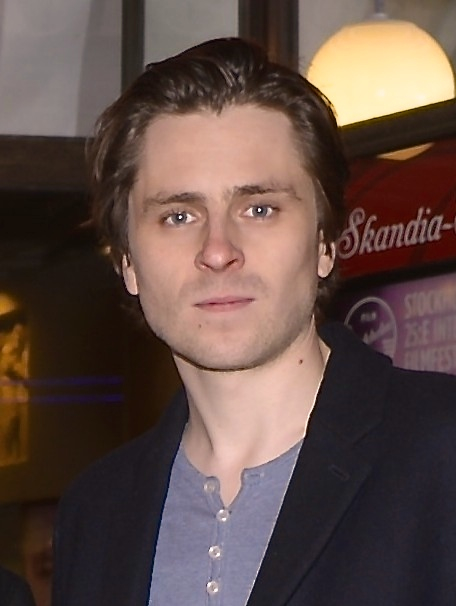
Sverrir Gudnason spielt Stellan, Evas Fakultätsberater an der Universität, gleichzeitig aber auch Nils Lindgren

Die Geschichte spielt sich in zwei verschiedenen Zeiträumen ab, der Gegenwart und dem 18. Jahrhundert. Die Schauspieler spielen größtenteils zwei Figuren, in der Vergangenheit und im Heute. Im Oktober 2017 wurde die Besetzung mit Charles Dance bekannt, der Johan Anmuth spielt. Er spielt auch Baruch Morgan, Evas Arzt in der Gegenwart, während Lotte Verbeek diese Eva spielt, gleichzeitig aber auch die Adlige Elizabeth von Ouerbach in der Vergangenheit. Der schwedische Schauspieler Sverrir Gudnason übernahm die Rolle von Stellan, Evas Fakultätsberater an der Universität, spielt gleichzeitig aber auch den jungen Arzt Nils Lindgren, einen von Anmuths Kollegen.
Die Dreharbeiten fanden von Mitte Juni bis Anfang Dezember 2017 in der belgischen Stadt Brüssel und im norditalienischen Trentino statt. Als Kameramann fungierte Jörg Widmer.
Die Filmmusik komponierte Hanan Townshend, der auch die Einspielung vornahm und hierfür mit Errichetta Underground und Federico Pascucci zusammenarbeitete. Das Soundtrack-Album mit insgesamt 22 Musikstücken wurde am 1. September 2020 von der Plaza Mayor Company als Download veröffentlicht.
Im Juli 2020 wurde der erste Trailer vorgestellt. Am 3. September 2020 eröffnete der Film die internationale Kritikerwoche der Internationalen Filmfestspiele von Venedig und feierte hier seine Premiere. Im Oktober 2020 wurde er beim Sitges Film Festival vorgestellt. Im April 2021 wurde er beim Golden Horse Film Festival gezeigt.

## Auszeichnungen (Auswahl)
David di Donatello 2021
- Nominierung für die Besten visuellen Effekte (Renaud Quilichini und Lorenzo Ceccotti)[11]

Sitges Film Festival 2020
- Nominierung als Bester Film im Official Fantàstic Competition (Carlo S. Hintermann)[12]